# Rispain Camp
Das eisenzeitliche Rispain Camp liegt am Camp Hill etwa 1,5 km südwestlich von Whithorn in Dumfries and Galloway in Schottland. Zwei durch einen tiefen Graben getrennte Wälle, wie bei Barsalloch Fort, umgeben eine unregelmäßig rechteckige Fläche von etwa einem halben Hektar. Das besonders gut erhaltene Erdwerk ist eines der Monumente, die bereits im späten 19. Jahrhundert unter Schutz gestellt wurden.

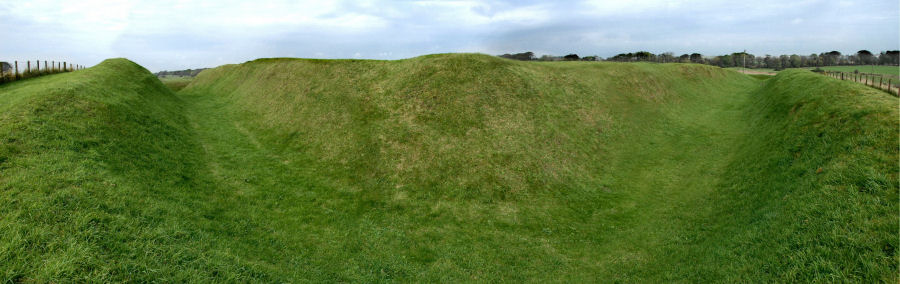
Rispain Camp Panorama

Der keltische Wohnplatz entstand gemäß C14-Analyse und Artefaktfunden zwischen 100 und 200 n. Chr. und war zuletzt zeitgenössisch mit der römischen Besetzung des südlichen Schottlands, lag aber außerhalb des durch den Hadrianswall gesicherten Gebietes.
Rispain Camp liegt an einem Hang mit Blick nach Norden, Osten und Süden. Sein Graben diente sowohl der Verteidigung als auch der Entwässerung. Vom Zugang auf der Gefälleseite wurden Spuren des hölzernen Tores entdeckt.
Nur ein kleiner Teil des Innenraums wurde ausgegraben. Man fand Spuren zweier Rundhäuser. Eines hatte 13,5 m Durchmesser mit einer Bretterwand und einem inneren dachtragenden Pfostenring. Knochenreste zeigen, dass Rinder, Schafe und Schweine gehalten und Hirsche gejagt wurden. Körner von Gerste und Weizen legen nahe, dass diese in den umliegenden Feldern angebaut wurden.